# Salvadora australis
Salvadora australis là một loài thực vật có hoa trong họ Salvadoraceae. Loài này được Schweick. miêu tả khoa học đầu tiên.